# Ulf Momsen
Ulf Momsen (* 9. September 1967) ist ein ehemaliger deutscher Handballspieler.
Der 1,82 m große Linkshänder spielte ab 1984 für den TSB Flensburg, der sich 1990 mit der SG Weiche-Handewitt zur SG Flensburg-Handewitt zusammenschloss. Mit der SG stieg der Rechtsaußen in der Saison 1991/92 in die 1. Bundesliga auf und etablierte sich nach dem Fastabstieg 1992/93 in der Spitzengruppe. 1996 und 1997 wurde er Deutscher Vizemeister. 1997 gewann er den EHF-Pokal gegen Virum-Sorgenfri HK aus Dänemark, 1998 unterlag er im Finale dem THW Kiel. Von 1998 bis zu seinem Karriereende 2002 lief er für den Regionalligisten DHK Flensborg auf.
Heute arbeitet der Wohnungs- und Immobilienwirt für den Flensburger Arbeiter-Bauverein.